# Iso-citroenzuur
Iso-citroenzuur is een kleurloze in water oplosbare vaste stof. Het is een structuurisomeer van citroenzuur. De zouten zijn de isocitraten. L-threo-isocitraat is een tussenproduct in de citroenzuurcyclus.

## Eigenschappen
Iso-citroenzuur behoort door de drie carboxygroepen (–COOH) tot de tricarbonzuren. Door de hydroxylgroep (–OH) op positie 2 van de koolstofketen is het ook een hydroxycarbonzuur. Iso-citroenzuur onderscheidt zich van citroenzuur door de positie van de hydroxylgroep op 2, terwijl die bij citroenzuur op positie 3 zit.

Citroenzuur
Isocitroenzuur

Het molecuul is chiraal en heeft twee verschillende gesubstitueerde stereocentra, waardoor er vier onderscheidbare stereo-isomeren bestaan. Het in de natuur voorkomende L-threo-isocitroenzuur kan ook als (1S,2R)-iso-citroenzuur gezien worden.

Structuurformules van de vier stereo-isomeren

## Productie
Met behulp van de gist Yarrowia lipolytica kan met geraffineerde zonnebloemolie een mengsel van (1S,2R)-isocitraat met citraat geproduceerd worden. Na filtering kan met behulp van elektrodialyse het mengsel door verestering gescheiden worden, waarbij een citroenzuurester uitkristalliseert en iso-citroenzuurester vloeibaar blijft.

## Fysiologie
(1S,2R)-iso-citraat is het tussenproduct bij verschillende stofwisselingen in alle levende wezens. Zo wordt het in de citroenzuurcyclus met behulp van aconitase in een lage concentratie gevormd uit citraat  (via cis-aconitaat als tussenproduct).
Isocitraat wordt vervolgens verwerkt 
- door isocitraat-dehydrogenase in α-ketoglutaarzuur, in de citraatcyclus;
- met behulp van isocitraat-lyase in glyoxylaat en barnsteenzuur, in de glyoxylaatcyclus bij bacteriën en in de peroxisomen bij planten, schimmels, algen en protozoën;
- in 2-caffeoylisocitraat, gekatalyseerd door een speciaal enzym[2] in Amaranthus-soorten.